# Raedersdorf
Raedersdorf é uma comuna francesa na região administrativa de Grande Leste, no departamento Alto Reno. Estende-se por uma área de 7,44 km². Em 2010 a comuna tinha 521 habitantes (densidade: 70 hab./km²).